# Il rumore dei tuoi passi
Il rumore dei tuoi passi è un romanzo del 2012 della scrittrice italiana Valentina D'Urbano. Il libro è diventato un bestseller, è stato tradotto in francese e tedesco. Ha vinto numerosi premi, tra cui il torneo IoScrittore (I edizione), Premio Città di Penne, Premio Cultura Mediterranea.

## Opere derivate
Valentina D'Urbano pubblica nel 2015 il libro Alfredo, la stessa trama de "Il rumore dei tuoi passi" ma raccontata dal punto di vista del ragazzo.